# 婚姻财产制度
婚姻财产制度是规范配偶之间，或配偶与他人之间的财产关系的制度。婚姻财产制度规定了财产的归属、管理、收益和处分，债务的清偿，婚姻解除（如离婚、死亡）时财产的分割或清算。
世界上的婚姻财产制度主要包括分别财产制（或单独财产制），以及共同财产制（community property）。
在大陆法系国家，婚姻财产制度可能由法律规定，也可能由婚前协议或婚姻协定规定，并取决于结婚时或结婚后配偶的住所地法（lex domicilii）。
在大多数普通法司法管辖区，默认且唯一的婚姻制度是单独财产制。但是，美国部分州则实施共同财产制。此外，在普通法的发源地英格兰，婚前协议直到近期都完全不被承认。尽管英格兰奉行单独财产制，但法院可以在离婚时以各种命令来规范财产的分配。

## 世界各地区的婚姻财产制度

### 中国大陆
根据《中华人民共和国民法典》婚姻家庭编，中国大陆的夫妻财产制度，主要分为：夫妻共同财产制、夫妻个人财产制以及夫妻约定财产制。
夫妻共同财产制，是指夫妻在婚姻存续期间，一方所得或双方共同所得的收入和财产，均归夫妻双方共同所有，是谓「同居共财」，但「特有财产」或「约定分别所有财产」除外的夫妻财产制度。
夫妻个人财产制指法律规定夫妻一方对婚前财产或者婚后所得某些财产，由夫或妻一方占有、管理使用、收益、处分的权利和承担义务。
夫妻约定财产制是关于法律允许夫妻用协议的方式，对夫妻在婚姻关系存续期间所得财产以及婚前财产的归属、管理、使用、收益、处分及债务的清偿、婚姻解除时财产的清算等事项作出约定，排除法定夫妻共同财产制适用的制度。没有约定或者约定不明确的,适 用夫妻共同财产制、夫妻个人财产制的规定。

### 香港
香港采用分别财产制，即夫妻的财产不因结婚而发生变化。但是，如夫妻一方于香港法庭申请离婚，根据《婚姻法律程序与财产条例》 （《婚姻条例》）第 7 条，香港法庭有非常大的酌情权，对属于夫妻的所有财产（无论在个人名下还是双方名下）进行再分配。
根据香港终审法院案例 LKW 对 DD [2010]，财产是否由某一方婚前所得、或者是否为夫妻某一方独有的资产，固然是考虑因素之一，但法庭亦会考虑一系列的其他因素，目的是达至平等公平的结果。LKW 对 DD [2010]一案中规定，判处妻子在香港离婚时，有权分得配偶一半资产（50/50 法则）。
根据香港终审法院案例 SPH 对 SA [2014]，法庭认为婚前协议或婚后协议的内容可成为法庭考虑因素，但不须完全跟从协议。考虑婚姻协议的前提，则是双方于签署协议时符合一系列的条件，如：清楚明白协议的条款、曾征求独立法律意见、自愿签署协议（并不曾受压）等。

### 澳门
澳门民法典规定了四种夫妻财产制度，分别为：取得财产分享制、分别财产制、取得财产共有制，及一般财产共有制。同时，配偶间可以在法律规定的范围内，约定特殊的财产制度。
其中。取得财产分享制属于法定财产制（候补财产制）。当没有婚前协议或协议没有生效时，澳门法律默认视为采用取得财产分享制。